# Royal Female School of Art
Royal Female School of Art var en konsthögskola för kvinnor i London, grundad 1842. Den uppgick 1914 i Central School of Art and Design. 
Skolan bildades som en undergrupp till Government School of Design, föregångare till Royal College of Art, då det inte ansågs passande för män och kvinnor att studera tillsammans. Många av dess studenter blev kända konstnärer, och flera av dem blev föreståndare för lokala statliga konstskolor. 